# Monochromator

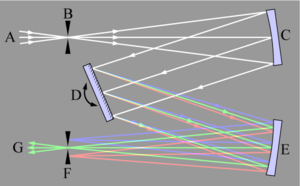
Układ optyczny monochromatora Czerny-Turner z siatką odbiciową stosowanego do selekcji światła o wybranej częstotliwości w ultrafiolecie

Monochromator – przyrząd optyczny rozszczepiający światło w celu otrzymania jedynie niewielkiego fragmentu z jego widma. Monochromatory mogą służyć do określania współczynnika pochłaniania światła przez filtry oraz do badań, w których używane jest światło monochromatyczne - np. w fotoluminescencji.
Elementami rozszczepiającymi światło w monochromatorze są pryzmaty lub siatki dyfrakcyjne. Monochromator jest częścią spektrofotometru.